# Gundula Diel
Gundula Diel (ur. 13 maja 1941 w Poczdamie) – niemiecka lekkoatletka, płotkarka i sprinterka. W czasie swojej kariery reprezentowała Niemiecką Republikę Demokratyczną.
Startując we wspólnej reprezentacji Niemiec na igrzyskach olimpijskich w 1964 w Tokio odpadła w półfinale biegu na 80 metrów przez płotki. Jako reprezentantka NRD zajęła 2. miejsce w biegu na 80 metrów przez płotki, 4. miejsce w biegu na 200 metrów i 3. miejsce w sztafecie 4 × 100 metrów w finale Pucharu Europy w 1965 w Kassel.
Zdobyła srebrny medal w biegu na 60 metrów przez płotki na europejskich igrzyskach halowych w 1966 w Dortmundzie, przegrywając jedynie z Iriną Press ze Związku Radzieckiego, a wyprzedzając Inge Schell z RFN. Na tych samych igrzyskach odpadła w półfinale biegu na 60 metrów. Na mistrzostwach Europy w 1966 w Budapeszcie zajęła 8. miejsce w biegu na 80 metrów przez płotki.
Diel była mistrzynią NRD w biegu na 100 metrów w 1965, w biegu na 200 metrów była mistrzynią w 1965 i brązową medalistką w 1964, w biegu na 80 metrów przez płotki mistrzynią w 1964 i 1965, wicemistrzynią w 1962 i brązową medalistką w 1966, w sztafecie 4 × 100 metrów wicemistrzynią w 1965 oraz w pięcioboju wicemistrzynią w 1962. W hali była mistrzynią NRD w biegu na 55 metrów przez płotki w 1966 oraz wicemistrzynią na tym dystansie w 1965, a w biegu sztafetowym wicemistrzynią w 1964 i brązową medalistką w 1965.
Dwukrotnie wyrównała rekord NRD w biegu na 80 metrów przez płotki z czasem 10,5 s (4 i 19 września 1965).